# Parlamentní volby v Moldavsku 2019
Volby do parlamentu Moldavska v roce 2019 se uskutečnily 25. února 2019. Ve volbách bylo v sázce především proevropské směřování země a kampaň byla mimořádně tvrdá. Ve volbách vyhrála proruská Strana socialistů Moldavské republiky podporovaná prezidentem Igorem Dodonem s výsledkem přes 31 procent. Druhý opoziční prozápadní blok ACUM získal necelých 27 procent a doposud vládní Demokratická strana získala téměř 24 procent. S výsledkem přes 8 procent se do parlamentu ještě dostala strana Šor. Na sestavení vlády mají vítězní socialisté 45 dní.
Poprvé v historii samostatnostatného Moldavska neměly v parlamentu zastoupení Strana komunistů Moldavské republiky a Liberální strana (od roku 2009).
Během lhůty na sestavení vlády se nepodařilo najít žádnou dohodu, proto byl parlament 9. června rozpuštěn a vyhlášeny nové, předčasné volby na 6. září 2019.

## Výsledky voleb
Ve volbách zvítězila PSMR se ziskem 31,15% hlasů a 35 mandátů, na druhém místě skončila PDM se ziskem 23,62% a 30 mandátů. Koalice ACUM skončila na třetím místě se ziskem 26,84% a 26 mandátů. Do parlamentu se dostala ještě strana Șor se ziskem 8,32% a 7 mandátů. 2 mandáty získali nezávislí kandidáti.
|                        | PSRM              | ACUM         | PDM                 | Șor         |
| ---------------------- | ----------------- | ------------ | ------------------- | ----------- |
| Volební lídr           | Zinaida Greceanîi | Maia Sandu   | Vladimir Plahotniuc | Ilan Šor    |
| Počet hlasů            | 441 191           | 380 181      | 334 539             | 117 779     |
| Podíl                  | 31,15 % ▲         | 26,84 % ▬    | 23,62 % ▲           | 8,32 % ▬    |
| Počet mandátů          | 35                | 26           | 30                  | 7           |
| Předchozí volby (2014) | 20,51 % (25)      | nová koalice | 15,8 % (19)         | nová strana |

### Podrobné výsledky
|                  |                           |                                             |                                             |                                             |                                            |                                            |                                            |               |      |
| Strana/koalice   | Strana/koalice            | Zisk mandátů podle proporcionálního systému | Zisk mandátů podle proporcionálního systému | Zisk mandátů podle proporcionálního systému | Zisk mandátů podle jednomandátního systému | Zisk mandátů podle jednomandátního systému | Zisk mandátů podle jednomandátního systému | Křesel celkem | +/–  |
| Strana/koalice   | Strana/koalice            | Hlasy                                       | %                                           | Křesla                                      | Hlasy                                      | %                                          | Křesla                                     | Křesel celkem | +/–  |
|                  | Strana socialistů         | 441 236                                     | 31,15                                       | 18                                          |                                            |                                            | 17                                         | 34            | +9   |
|                  | Volební blok ACUM         | 380 180                                     | 26,84                                       | 14                                          |                                            |                                            | 12                                         | 27            | Nová |
|                  | Demokratická strana       | 334 544                                     | 23,62                                       | 13                                          |                                            |                                            | 17                                         | 30            | +11  |
|                  | Șor                       | 117 774                                     | 8,32                                        | 5                                           |                                            |                                            | 2                                          | 7             | Nová |
|                  | Strana komunistů          | 53 172                                      | 3,75                                        | 0                                           |                                            |                                            | 0                                          | 0             | –21  |
|                  | Naše strana               | 41 746                                      | 2,95                                        | 0                                           |                                            |                                            | 0                                          | 0             | Nová |
|                  | Liberální strana          | 17 743                                      | 1,25                                        | 0                                           |                                            |                                            | 0                                          | 0             | –13  |
|                  | Národní hnutí „Antimafie“ | 8 631                                       | 0,61                                        | 0                                           | –                                          | –                                          | –                                          | 0             | 0    |
|                  | Democrația Acasă          | 4 454                                       | 0,31                                        | 0                                           |                                            |                                            | 0                                          | 0             | 0    |
|                  | Strana regionů            | 3 635                                       | 0,26                                        | 0                                           | –                                          | –                                          | –                                          | 0             | Nová |
|                  | Národní liberální strana  | 3 375                                       | 0,24                                        | 0                                           |                                            |                                            | 0                                          | 0             | 0    |
|                  | Strana zelených           | 3 247                                       | 0,23                                        | 0                                           |                                            |                                            | 0                                          | 0             | 0    |
|                  | Hnutí „Speranța-Nadejda”  | 2 821                                       | 0,20                                        | 0                                           |                                            |                                            | 0                                          | 0             | Nová |
|                  | Voința Poporului          | 2 700                                       | 0,19                                        | 0                                           | –                                          | –                                          | –                                          | 0             | Nová |
|                  | „Vlast“                   | 1 035                                       | 0,07                                        | 0                                           | –                                          | –                                          | –                                          | 0             | Nová |
|                  | Nezávislý                 | –                                           | –                                           | –                                           |                                            |                                            | 3                                          | 3             | +3   |
| Neplatné hlasy   | Neplatné hlasy            |                                             | –                                           | –                                           |                                            | –                                          | –                                          | –             | –    |
| Celkem           | Celkem                    | 1 453 013                                   | 100                                         | 50                                          |                                            | 100                                        | 51                                         | 101           | 0    |
| Účast ve volbách | Účast ve volbách          |                                             | 49,22                                       | –                                           |                                            |                                            | –                                          | –             | –    |
| Zdroj: CEC       |                           |                                             |                                             |                                             |                                            |                                            |                                            |               |      |

### Účast ve volbách
| Rok            | Čas    | Čas     | Čas     | Čas     | Čas     | Čas     |
| Rok            | 9:30   | 12:30   | 15:30   | 18:30   | 21:00   | Celkem  |
| -------------- | ------ | ------- | ------- | ------- | ------- | ------- |
| 2014           | 4,20 % | 20,98 % | 39,21 % | 51,01 % | 55,86 % | 57,28 % |
| 2019           | 5,80 % | 24,00 % | 37,41 % | 45,65 % | 49,22 % | 49,22 % |
| Zdroj: Alegeri |        |         |         |         |         |         |

## Vyjednávání o sestavení vlády a vyhlášení předčasných voleb
Vítězná proruská Strana socialistů Moldavské republiky se jala vyjednávání o sestavení vlády. Od jednání s druhou Demokratickou stranou kontroverzního oligarchy Vlada Plahotniuka se distancovaly jak první Strana socialistů, tak třetí proevropský blok ACUM. ACUM váhala i s vyjednáváním se socialisty, ale po velmi dlouhém váhání nakonec na vyjednávání přistoupila s tím, že vznik případné vládní koalice podmínila přijetím balíčku zákonů vedoucímu ke zbavení moci oligarchů. Od ustavující schůze parlamentu po volbách uplynula v sobotu 8. června ve 23.59 90denní lhůta, kdy je nutno sestavit vládu, což se nepodařilo. Socialisté sice oznámili, že se dohodli s ACIM na vzniku vlády, s tím ale nesouhlasila Demokratická strana s poukazem na to, že by se koalice nestihla ustanovit v předepsané lhůtě. Ústava ukládá prezidentovi v takové situacci rozpustit parlament a vypsat předčasné volby, což ale současný prezident Igor Dodon odmítl. Ústavní soud tak v neděli 9. června odvolal prezidenta z funkce a jmenoval prezidentem úřadujícího premiéra Pavla Filipa. Ten ihned rozpustil parlament a vypsal předčasné volby na 6. září 2019.